# Pătrăuți, Suceava
Pătrăuți (germană Petroutz bei Suczawa) este satul de reședință al comunei cu același nume din județul Suceava, Bucovina, România.